# Silentó
Silentó, de son vrai nom Ricky Lamar Hawk, né le 22 janvier 1998 à Atlanta, en Géorgie, est un rappeur et chanteur américain. Il se fait mondialement connaître en 2015 avec son single Watch Me (Whip / Nae Nae). Il a été par la suite inculpé pour le meurtre de son cousin.

## Biographie
Silentó est né à Atlanta, en Géorgie. Il a suivi ses études secondaires à la Redan High School (en) de  Stone Mountain en Géorgie.
Silentó se popularise dans la scène musicale au début de 2015. Son premier single, Watch Me (Whip/Nae Nae), produit avec Bolo da Producer, est mis en ligne sur sa chaîne YouTube le 25 juin 2015. En une semaine, son clip vidéo est visionné plus de 2,5 millions de fois. En avril 2015, Silentó signe un contrat avec Capitol Records, qui publie son single ainsi que son clip vidéo. Le single culmine à la troisième place du Billboard Hot 100, et atteint les classements musicaux internationaux,,,,. Il atteint aussi le top 10 des ventes sur iTunes. Le single est également certifié disque d'or par la RIAA et la RMNZ, disque de platine par l'ARIA et MC, et disque d'argent par la BPI.
En juin 2015, Silentó chante sur la scène des BET Awards en compagnie des acteurs de la série américaine Black-ish. En septembre 2015, Watch Me (Whip/Nae Nae) atteint le chiffre de 1 619 587 d'exemplaires vendus.
Il recensé en 2015, comme faisant partie des 8 jeunes Afro-Américains marquant l'année.

## Affaires judiciaires
Le 1er février 2021, il est arrêté par la police du comté de DeKalb en Géorgie pour le meurtre présumé de son cousin Frederik Rooks. Le 3 août 2021, il est inculpé de quatre chefs d'accusation dont homicide concomitant d'une infraction majeure.

## Discographie

### Singles
- 2015 : Watch Me (Whip/Nae Nae)
- 2015 : All About You
- 2015 : Dessert (featuring Dawin)
- 2015 : Lightning in a Bottle (featuring Sunny)
- 2016 : Spotlight (featuring PUNCH)
- 2017 : Like it Like it (featuring Silentò) Marcus & Martinus[18]